# ナザレのイエス
ナザレのイエス（古典ギリシア語：Ἰησοῦς ὁ Ναζαρηνός〈Iēsūs ho Nazarēnos〉, 古典ラテン語：Iesus Nazarenus, 紀元前6年から紀元前4年頃 - 紀元後30年頃）は、紀元1世紀にパレスチナのユダヤの地、とりわけガリラヤ周辺で活動したと考えられている人物である。専門家の用語として史的イエス (英語：historical Jesus) とも言う。
キリスト教、イスラム教等に大きな影響を与えた。
人間は平和の神の子として平等であること、神は父なる神であること、また、太陽や降雨などの環境を整えていて、人間をはじめ鳥類などの生き物を神は日々養っている。日々の祈りをもって神とともに歩み、隣人を大切にして生きることなどを説いた。
現代の高等批評の立場からは、イエスは元来哲学者であり、初期キリスト教団はイエスを師とし禁欲的な生活を送る哲学者集団だったという説がある。この説では、１世紀のイスラエルはヘレニズムの影響でギリシア哲学に傾倒する者が多く、イエスはソクラテス（敬神家で自身への神託を固く信じ、自分が正しいと信じる行いをし、既存の神を冒涜したとして処刑された）のような哲学者であったが、死後弟子らによって神として祭り上げられたとする（キュニコス派#キリスト教との関連）。

## 名前
「イエス」、古典ギリシア語再建音では「イェースース」（現代ギリシア語ではイイスス）᾿Ιησοῦς (Iêsoũs)は、ヘブライ語の「イェーシュア」からの転写形である。「イェーシュア」は「ヨシュア」יֵשׁוּעַ (Yeshua)（正確には「イェホーシューア」 יְהוֹשֻׁעַ (Yehoshua)）の短縮形であり、原義は「ヤハウェ（神）は救い」であって、モーセの後継者ヨシュアと同名である。ユダヤ人のあいだではごく一般的な人名であった。
「ナザレの」とは『福音書』と『使徒言行録』でイエスが「ナザレのイエス」と呼ばれていることによる。イエスという名は当時めずらしくなく、姓の風習もなかったため、しばしば出身地を含めた呼び方で区別されていた。キリスト教においてはイエス・キリストと呼ばれる。

## 生涯
イエスの誕生については、彼の生涯を知る最重要資料である『福音書』の各書で記述が異なる。もっとも古く成立した福音書である『マルコによる福音書』では、イエスの伝道から記述を始めており、生誕については触れられていない。イエスは処女から生まれたことになっているが、母マリアの処女懐胎は、『マタイによる福音書』と『ルカによる福音書』に記されており、『マルコ』や『ヨハネによる福音書』には記述がない。生誕の地については、『ヨハネ』には記述はなく、『マタイ』と『ルカ』によれば、ベツレヘムで誕生したことになっている。これはイスラエルの救済者メシアは、古代イスラエルの王ダビデの町であるベツレヘムで生まれるという予言が聖書にあることに由来するとされる。『マタイ』『ルカ』『ヨハネ』によれば、父ヨセフはダビデの末裔とされるが、メシアは彼の家系に生まれるという伝承預言があり、これも家系図からわかる通り成就しているとされる。
誕生と同様に、イエスの幼年期や少年期についても記述は少なく、例えば『ルカ』2章41-52節において、彼が12歳の時すでに旧約聖書を理解していたという旨の記述が見られるものの、それ以前についてはごく簡潔にまとめられているのみである。外典と位置付けられる『トマスによる福音書』には、正典よりも多くの幼少時代についての記述が見られる（イエスの幼少時代も参照）。
福音書が主として触れているイエスは、宗教活動を始めた時期からである。その中で彼は、様々な教えを説き、奇蹟を起こした結果、弟子の集団が構成されたことになっている。福音書には、イエスがさまざまな病人の治療を行い、重い皮膚病患者を癒し、死者をよみがえらせたなど、多数の奇蹟が記されている。また、宣教の際に比喩（たとえ話）を多く用いたことも記されている。
イエスには多くの弟子ができ、福音書はペトロを筆頭とする「12使徒」をその代表としている。12使徒はすべて男性だが、女性であるマグダラのマリアが筆頭の弟子だったという説もある。『フィリポ福音書』を初めとするグノーシス文書では、マグダラのマリアがイエスのもっとも愛した弟子で、彼の伴侶と呼ばれているという記述がある。ただし、グノーシス文書自体は、単独の史料としての信頼性には疑問がもたれている。
1947年に始まる死海文書の発見以来、イエスと当時のユダヤ教の一派であるエッセネ派との関係について多くの説が出されたが、その後の研究によって彼が同派の人間でないことは確実になった。エッセネ派からの影響については、その可能性はあるものの、あまり重要でない点に関することにとどまる。また、イエスに洗礼をさずけた洗礼者ヨハネは、エッセネ派が帰属したクムラン教団の出自であったとする説があるが、これも確証はない。

### イエスの教え

#### 福音書の記述と高等批評
福音書には、イエスの言葉として「山上の垂訓」など群衆に対して語った説教、弟子など限られた対象に向けて語った言葉、当時の宗教指導者らとの問答といったかたちで、多くの言葉が収められている。福音書の記述を史実と認める立場においては、福音書の中にイエスの教えについて多くの言説を認めることが可能である。一方、いわゆる高等批評においては、福音書は「イエスの言行録」ではなく「宣教文書」であり、イエスが語ったとされる言葉がイエスに帰属するかを疑うというのが基本的立場である。この立場においてイエスに帰属できる発言は数少ない。荒井献はイエスの発言にさかのぼれる言葉は少ないながら、イエスの特徴として、既存の権威に頼ることなく自らの言葉で断定的に語り、当時、一般に交流を深めることが忌避されていた人々（蔑まれ、虐げられていた人びと）に対しても分け隔てなく接し、社会の底辺に視座を据え権力を批判したことを認めている。

#### 福音書からみた「史的イエス」
「史的イエス」の解明のため最も重要な福音書の記述によると、イエスの教えは「形式的律法主義を批判し、神の愛による救済と隣人愛を説いた」「（ユダヤ教的終末論に基づいた）神の国の実現の時が迫っていると宣べ伝えた」ことであると言える。

##### 新約聖書から見た史的イエスの生涯
歴史的に見ると新約聖書の著作の中でこの世に存在していたことが確認できているのは、ナザレのイエスとパウロである。史的イエスの概略とパウロ自身によるものであることがはっきりしている書簡に基づいて、新約聖書から見た「史的イエス」について見ることが可能である。
- ナザレのイエスは紀元前6年ないし紀元前4年ごろベツレヘムに生まれる。
- バプテスマのヨハネの団体と何らかの関係があった。
- ナザレのイエスは他界する3年ほど前、ガリラヤで宣教を開始する。
- ナザレのイエスは紀元後30年ごろ[28]刑死によって他界する。
- ナザレのイエスはキリストだとする集団が生まれた。
- パウロはユダヤ教徒であった。
- パウロは多数のキリスト教徒を取り締まり、牢に入れた。
- パウロはキリスト教徒となった。
- パウロは54年ごろコリント人への第一の手紙を記し[29]、書簡の中で、死んだはずのナザレのイエスに出会ったことがあるとしている[30]（伝聞として書き記しているところでは、イエスが死人の中から起されたこと、死んだはずのナザレのイエスに12弟子を含む500人以上の人が出会ったことがあることを聞いたとしている）。

##### 福音書等の成立年代と著者
マタイによる福音書
成立年代は80年代、場所は西シリア、著者は異邦人出身の無名のキリスト者とされる。
マルコによる福音書
執筆年代は70年代、場所は正確には不明（南シリア説が説得的）、著者は異邦人出身の無名のキリスト者で、便宜的に伝説上のマルコという名前を使ったとされる。
ルカによる福音書
執筆年代は80年代、場所は地中海沿岸の都市（エジプトとパレスチナ以外）、著者は異邦人出身の無名のキリスト者で、便宜上伝説にしたがって「ルカ」と呼ぶ。
ヨハネによる福音書
執筆年代は90年代、場所はシリアかエフェソで成立したようである。著者は無名の作者で、彼をよく理解した別の人物が今の形に成したとされる。
使徒行伝
執筆年代は90年代、場所は地中海沿岸の都市のどこか、著者は異邦人出身の無名のキリスト者で、彼を「ルカ」としたのは古代教会の俗説。
パウロ書簡
パウロ自身が記したのは、テサロニケ人への第一の手紙（執筆年代は50年頃）、コリント人への第一の手紙（執筆年代は54年頃）、コリント人への第二の手紙（執筆年代は54年から55年頃にかけての手紙の集合体とされる）、ガラテヤ人への手紙（執筆年代は54年頃）、フィリピ人への手紙（執筆年代は54年後半頃）、フィレモンへの手紙（執筆年代は54年から55年頃）、ローマ人への手紙（執筆年代は55年から56年頃）、これら以外はパウロの名を使った偽書である可能性が高いとされる。
公同書簡
使徒の名前を付けているが、各々の書簡を名前も人物も不詳の別々の者が書いたとされる。
ヨハネの黙示録
著者は小アジアに住み着いた無名のパレスチナユダヤ人、執筆年代は95年から96年頃とされる。

#### 神の愛による救済と隣人愛
聖書で言う「愛」はギリシャ語では「アガペー」というが、イエスは学者との論争の中で、旧約聖書に基づき「心を尽くして神を愛せ」「自分自身のように隣人を愛せ」と説き、この二つの事柄が最も重要である、とした。

#### 神の国の実現の時が迫っている
イエスの宣教当時も現在も、ユダヤ教においてはメシア（キリスト）はダビデの家から興り、この世で神の僕として「新しい王国」を支配する、と信じられていて、イエスをメシア（キリスト）とみなしていない。これはメシア預言の解釈と関係しており、第2イザヤ書（40〜55章）中にみられる「苦難の僕」の姿をメシア（キリスト）預言としていないからである。
福音書においてイエスの王国への言及がみられ、『マタイによる福音書』は、洗礼者ヨハネがヨルダン川近くの荒野において「悔い改めよ、天の国は近づいた」と宣教していたと記している（3章2）。また『マルコによる福音書』は、イエスがヨハネより洗礼を受けたあと「ときは満ちた。神の国は近づいた。悔い改めて福音を信ぜよ」と述べたと記している（1章15）。これは世の終末が近づいており、神の最後の審判に備えて人は悔い改めねばならないという教えである。さらにはイエスは教えの中で、世の終末・最後の審判ではイエス自身が地上へ帰還（「キリストの再臨」）し、裁き手となると予告した。
終末論的世界観のもとに生きたイエスは、人々に「悔い改めよ」と宣べた。その目的は「神の国（天の国または天国とは別で教会時代を指す場合もある。）」に入るためであるが、新井智は、「神の国（バシレイア・テウー）」とは、ここにある、あそこにあるというようなものではなく、「あなたたちの間にある」と推測している。

### イエスの死とその後
イエスは、伝統的なユダヤ教の一派であるファリサイ派のあり方、形ばかりで内容のともなわない見せかけの善行を痛烈に批判し、「神殿から商人を追い出す」（売買人を追い出し、両替商の台を倒した）など様々な批判を行った。このことは神殿貴族であるサドカイ派に対する大きな脅威であったため、イエスは政治犯としておもにサドカイ派の人間によってローマ帝国に訴えられ、エルサレムのそばのゴルゴタの丘で、ローマ帝国の法に従って十字架刑に処された。
『マルコによる福音書』は十字架上で刑死したイエスの遺骸を、岩窟式の墓に葬ったと伝え、3日目に訪ねると、イエスの遺骸が消えていたと記している。川島貞雄と佐藤研は、文献学的な研究では、『マルコによる福音書』はこの記述で終わっており、後に記された復活の記述は後世の加筆である、と主張している（しかし、「イエスが死後、復活した」ということを明確に主張しているのは、他の福音書と変わらない）。
福音書によれば、イエスは磔の刑により死亡したが、3日目によみがえり、多くの弟子たちの前に姿を現したあと40日間ともに生活し、天に向かって昇って行ったとされる。
加藤隆は、イエスの死後、弟子たちは「ユダヤ教のナザレ派」として活動した、と主張している。新井智、田川建三、真山光彌によると、ほどなくして、エルサレムに本拠を置くヘブライスト（ヘブライ派）と、異邦人伝道のヘレニスト（ヘレニスム派）の間で、イエスの教えに関して論争が起こった 、とする。田川によると、その後、ユダヤ戦争の結果として紀元70年にエルサレム神殿が破壊されると共に、エルサレムのヘブライ派はほぼ姿を消し、イエスの教えが地中海世界全域にキリスト教として広がり、ナザレのイエスは救世主イエス・キリストとして知られるようになる。

## 「史的イエス」
存在についてはフラウィウス・ヨセフス、タキトゥス、スエトニウスなどの近い時代の歴史家がその著作の中で言及している。

### 問題の発生
史的イエスとは、イエスについてキリスト教信仰の観点とは無関係に、史料批判など歴史学的な手法を用いて探究される歴史上の人物像のことである。史的イエスに関する研究は、18世紀啓蒙時代の哲学者ヘルマン・ザムエル・ライマールス (Reimarus) がキリスト教の教義によるイエスではなく、十字架刑に至るイエスの人生を見なければならないと問題提起したことに始まる。ライマールス以来の自由主義神学者たちは、イエス・キリストからキリスト教の教義を分離するという試みにもとづき、多くのイエス伝を著した。ドイツの神学者ダーフィト・シュトラウスは19世紀前半に主著『イエスの生涯』で、『福音書』にあるイエスの奇跡は自然現象を誤解したり間違って解釈したもので史実ではないと説明した。この主張は当時たいへんな驚きをもってむかえられた。フランスの宗教史家エルネスト・ルナンは19世紀後半に著した『イエス伝』によって初めてイエスを人間として描き出した。
20世紀ドイツにおける代表的な新約聖書学者ルドルフ・カール・ブルトマンは、1921年の『共観福音書伝承史』のなかで「原始キリスト教の信仰において本質的なことは、『宣教のキリスト』すなわち原始キリスト教団によって宣教（ケリュグマ）されたキリストなのであって、必ずしも『史実のイエス』ではない」という学説を唱えた。すなわち、『マタイによる福音書』、『マルコによる福音書』、『ルカによる福音書』、『ヨハネによる福音書』の4福音書およびブルトマン学説発表後の1945年にエジプトで発見された『トマスによる福音書』のそれぞれの福音記者たち（著者の帰属については高等批評、トマスによる福音書も参照のこと）が史料として用いた伝承そのものに、伝承を形成してゆく目的として伝承者の信仰にもとづいたキリストの宣教がすでに内在していたということであり、そもそも福音記者たちに「史的イエス」に関する興味はほとんどなかったという説である。これは、原始キリスト教史家であるブルトマンみずからが各福音書に対して徹底的な史料批判をおこなって考察したうえで出された結論であった。
このブルトマンの学説は、史料批判によって客観的な史実を打ちたてることが出来ると考えていた歴史主義的な研究方法や、歴史主義に依拠して「史実のイエス」をみずからの信仰の拠り所として求めるに至った「自由主義神学者」に対するきびしい批判であり、聖書学のみならず神学一般にとっても20世紀最大の学的問題となった。
荒井献は、5福音書を相互に比較すると、各福音記者が等しく同一人物であるはずの「ナザレのイエス」について記しているにもかかわらず、それぞれの福音書に描写されるイエス像は互いに相当異なっており、全体として多様であることを指摘し、その理由として、ひとつには各福音記者によって採用されたイエスに関する口碑伝承そのものが異なる場合があることを掲げる一方、『マタイ』と『ルカ』にみられるごとく、両者に共通のイエスの語録資料（いわゆる「Q資料」）に依拠しながらも全体としては異なるイエスの言説を読み手に提示する場合があることを指摘し、このイエス像の多様性は各福音記者における「史観と視座の設定点」の差異以外からは説明できないはずであり、その設定のありようは詮ずるところ各福音記者の信仰のあり方やその創造力の内実によっているのではないかと指摘している。

### 議論の経緯

#### ブルトマン以前
上述のように、ブルトマン以前において「史的イエス」を考察・分析していくうえで最重要視されていたものが、「ナザレのイエス」の言行を収録した『新約聖書』収載の福音書であり、それらを史料として用いていた。したがって、近代以降発展してきたイエスの実像に関する研究は、福音書に対する史料批判にもとづいていることには、特に留意しておかなければならない。
1835年、カール・ラハマン（Karl Lachmann）が、『マタイ』、『マルコ』、『ルカ』の共観福音書のうち、最初に書かれたのは『マルコによる福音書』であるという「マルコ優先説」を提起するや、『マルコ福音書』の分析にもとづけばイエスの歴史的実像にたどり着けるという見方が当時の聖書学者のなかで有力となっていった。ハインリヒ・ホルツマン（Heinrich Holtzmann）はこの学説にもとづき、1886年、福音書は救い主（メシア）であるイエスが自己を啓示する過程を記述したものであるとの見解を発表した。
しかし、この見解はヴィリアム・ヴレーデ（William Wrede）が発表した「メシアの秘密」仮説の提唱によって深刻な打撃をこうむることになる。すなわち、ヴレーデは自著『福音書におけるメシアの秘密』（1901年）において、『マルコ福音書』のなかで、イエスが弟子や人びとに対し自分をメシアであることを言いふらすことを禁じる（秘密にする）命令をしているのは、イエス自身がそもそもメシア（キリスト）としての自覚を持っていなかったためであり、ホルツマンが注目するような記述は当時の教会神学が生みだしたものであると断じたのである。これに対してアルベルト・シュヴァイツァーは1906年から1913年にかけて『イエス伝研究史』を著わし、これまでのイエス研究そのものが研究者の思想的背景の単なる投影に過ぎなかったと主張して、イエスは終末論的世界観のなかに生きていたのであり、メシア（キリスト）としての自覚を持っていたという見解を表明した。

#### ブルトマン以後
1910年代末葉から1920年代初頭にかけて、すでに編集され福音書というかたちで示される個々のイエスの言葉や物語について、それぞれの編集の過程や歴史的な位置付けを明らかにしようとする「様式史研究（Formgeschichte）」の試みが、マルティン・ディベリウス（Martin Dibelius）や上述のルドルフ・カール・ブルトマンらの神学者によって始められた。この研究方法においては、イエス伝承の形成者としての原始教団は、固有の「文体」、「様式」、「文学類型」を生み出したと想定し、個々の伝承がどのようにして生まれ、どのように個々の福音書の現在みられるような位置に編集されるに至ったか、その歴史的経緯を明らかにすることを目的としている。したがって、物語のなかのどの言葉が編集のために福音記者が補った言葉（編集句）であるか特定することで伝承を洗い出す作業がなされ、「論争」、「奇跡行為」、「伝説」などの教団の「生活の座（Sitz im Leben）」のどこにその伝承が位置づけられるかを明らかにすることで、イエスの歴史的実像に関する諸伝承の成文化以前の歴史的価値を決定しようとしたのである。
ブルトマンに師事した上述のエルンスト・ケーゼマンもまた師同様、「宣教のキリスト」から出発した。ケーゼマンはしかし、パウロが「宣教のキリスト」のなかに「書簡」という文学スタイルで神学的内容を盛りこんでいったのに対し、福音記者たちはどうして、同じ「宣教のキリスト」に「福音書」という文学スタイルを通して史的構成を試みたのかという問題提起をおこなっている。それに対するケーゼマン自身の答えは以下のようなものであった。
ヨハネの場合は例外に属するが、福音記者マタイ、マルコ、ルカは、すでにイエスの語録伝承の担い手となった人びとの信仰のなかにみられる「霊的熱狂主義」と対決するために「福音書」という文学形式を採用した。つまり、霊的熱狂主義者たちは、天に召された「キリスト」としてのイエスとかれら自身とを「霊的に」同一の境地に達しようと専心して、歴史を超越ないしは歴史性を捨象するという傾きが強かったのに対し、福音記者たちは、十字架刑で極限に達した「イエスの生」を描いていくことで、イエスの歴史性を確保しようとした。それに対し、パウロは霊的熱狂主義者との書簡の交換において、熱狂主義者の掲げる「栄光のキリスト」に対峙するため、「十字架のキリスト」としての「宣教のキリスト」を自らの立場として提示した。
ケーゼマンに似た立場から、ブルトマン学派のなかでいちはやく「ナザレのイエス」を公表したのがギュンター・ボルンカム（Günther Bornkamm）であった。ボルンカム著『ナザレのイエス』の初版は1956年、ドイツのシュトゥットガルトで公刊されている。
その後、ディベリウスやブルトマンによってはじめられた「様式史研究」をさらに発展させた新たな試みが、1960年、ハンス・コンツェルマン（Hans Conzelmann）らによって始められた。この研究を「編集史研究（Redaktionsgeschichte）」と呼び、それぞれの福音書がどのように編集されたか（編集句）を想定することで、それぞれの福音記者の思想的傾向や文書成立の歴史的背景による文書の特性、および編集方法の特異性が明らかになると主張し、それらの福音書ごとの特性を傍証として、歴史的なイエスの実像に迫る足がかりにしようとする。日本においても、同様の研究が荒井献、田川建三らによって進められている。
一方、1980年代以降、福音書の原資料として想定される「Q資料仮説」にもとづき、終末論をイエスの思想の核とは考えず、イエスをキュニコス派（犬儒学派）的な知恵の教師とみなすバートン・L・マックなどの研究者もあらわれ、一定の支持を集めている。
これらの議論の経緯からもわかるとおり、「史的イエス」の研究は、基本史料たる福音書そのものの歴史的な価値をどう評価するかに大きく左右されている。また同じ研究手法を採用しても、個々の語句の歴史的評価が研究者によって異なるため、研究者ごとに結論が大きく異なる場合が多い。さらに日本における編集史研究においては、Q資料の存在による「二資料仮説」を前提とした議論が主流であるのとは対照的に、欧米においては、『マルコ福音書』の先行性を否定したり、Q資料の存在そのものに強く反対する「史的イエス」研究も根強く存在していることには、特に注意を要する。

## 「史的イエス」の復元

### 復元の根拠となる資料
史的イエスを知るための史料は決して多くない上に、原始キリスト教からみて外部資料にあたるユダヤ教の文書やローマ帝国の歴史記録などの文献資料には、イエスの名が言及されている程度であり、内容的に独立した史料とするには及んでいない。また、エジプトのナグ・ハマディにおいて発見されたコプト語による初期グノーシス文書、ナグ・ハマディ写本も全体としては単独の史料としての信頼性には疑問がもたれている。イエスの実在や事績に関しての史料・資料は、考古資料をのぞけば、伝聞や伝承をあつめた二次的なものが多く、結果的に「史的イエス」の解明には福音書、なかんずく『マタイ』、『マルコ』、『ルカ』の3福音書が最も重要な史料にならざるをえないということになる。
- キリスト教『新約聖書』
  - 「パウロの書簡」
  - 『福音書』 - 『マルコ福音書』、『マタイ福音書』、『ルカ福音書』、『ヨハネ福音書』
  - その他の『新約聖書』所収文書
- グノーシス主義 「グノーシス文書」
  - 『トマス福音書』
  - 『マリア福音書』
  - 『ユダ福音書』
- ユダヤ教の古代文書
  - 『タルムード』
  - 「新約聖書外典」等
- ローマ帝国の記録（1世紀初頭でのユダヤに関する記録等）
  - 同時代の歴史家の文書（フラウィウス・ヨセフスの歴史書等）
- 考古学的な資料

#### 史料批判における諸問題
様々な古代の思想家と同様、イエスは自分の思想を文字に記すことはなかった。また、彼の直弟子たちの手によって、その生涯が書き残されることも無かった。
イエスの行動を記した資料である福音書は、彼の生涯を忠実に記すことを意図したものではなく、それぞれの著者が属していた初期キリスト教団の思想を表すための、宣教文書であると考えられ、その資料としての信頼性は限定的である。

#### キリスト教外部による史料
非キリスト教徒による一次史料は少ない。
イエスの名前が初出するキリスト教外の文書では、フラウィウス・ヨセフスの『ユダヤ古代誌』(18:63)やタキトゥスの『年代記』などのごく一部にイエスに関する記述があるが、前者は後代の一部加筆を疑われており、後者は同時代史料でないばかりか、キリスト教徒（「クレストス」を開祖とする宗教）に言及したものである。したがって、イエスの実在性の根拠とするには問題を含んでいる。
しかし、紀元後30年ころにローマ皇帝に対する反逆罪で磔刑に処せられた人物のあったことについては、ローマやユダヤ側の史料によってもある程度裏づけられる。また、十字架刑は、当時のローマ法で規定された刑罰であった。
2008年に、フランス人考古学者のフランク・ゴディオを中心とする発掘調査グループにより、アレキサンドリアの海中遺跡で容器が発見された。この容器は紀元前2世紀後半から紀元1世紀前半のものであり、容器の表面には古代ギリシャ語で「DIA CHRSTOU O GOISTAIS（魔術師たるキリストによるもの）」という文字が刻み込まれ、キリストに言及した最古のものであると考えられる。
2012年に、ハーバード大学神学校のカレン・キング教授が、イタリア・ローマで開かれた学会で、キリストの妻についての発言を記載した古いパピルス片が見つかったと発表した。パピルスの紙片は縦3.8センチ横7.6センチほどの大きさで、エジプトのキリスト教徒が使うコプト語の文字が書かれている。この中に、「キリストは彼らに向かい、『私の妻が…』と発言した」と記された一節があった。紙片は個人の収集家が所蔵していたもので、2011年にハーバード大学に持ち込まれ、キング教授が調べていた。ニューヨーク大学の専門家に鑑定を依頼した結果、本物のパピルスであることが確認されたという。キング教授によると、内容はキリストと弟子との対話を記録したものとみられ、2世紀半ばごろに書かれたとみられる(のちの調査によれば断片自体は6-9世紀におそらく写されたもの)。表裏の両面に文字が書かれており、書物の1ページだった可能性もあるという。ただしこの紙片は、キリストが結婚していたとする説を裏付ける証拠にはならないとキングは指摘する。一方、キリストが未婚だったことを裏付ける証拠もないといい、キングは記者会見で「キリストが結婚していたかどうかは分からないという立場は、以前と変わっていない」と強調した。

#### キリスト教内部による史料
イエスの事績を記述するキリスト教文書（聖書）において、現在残されているイエスに言及する最古の史料は新約聖書内のパウロの真筆と想定される書簡（『パウロ書簡』）である。
しかし、これら残存するパウロの文書には、生前のイエスと直接会っていることをうかがわせる記述はなく、書簡の中でパウロが出会ったと証言しているのは「復活後のキリスト」である。また、パウロにおいて史的イエスの実像を記述した証言は、ほぼ皆無に近い。
『新約聖書』に含まれる、福音書やその他の書簡などの文書についても、イエスの弟子の名前が冠されているものの、イエスが刑死した後かなり年代が経過した1世紀後半以降に成立したと推定されており、これらの文書の筆者もイエスを直接には知らないと考えられている 。したがって、『パウロ書簡』は、イエスの実在性を証明する一次史料とはなっていない。しかしながら、パウロの真筆の手紙によって、イエスの弟子であるペトロや他の使徒たち、またイエスの兄弟であるヤコブが実在したことは証明されていると言える。
「史的イエス」を福音書の言行から復元する試みは19世紀より盛んに行われ、聖書内に描かれているイエス像が現実性を欠くことや、各福音書や外典のイエス伝が大部分で相互に矛盾するといったこと、またイエスに関する確実な一次史料を欠いていることを理由に、例えばヘーゲル左派などからイエスの実在自体を否定する見解が出されるに至った。
しかし仮にイエスが実在しないと仮定した場合、原始キリスト教徒らは、実際には存在していない自分たちの指導者を作り上げ、いかなる宗派のユダヤ教思想でも考えられないことに、その人物を「神の御子」と呼び、しかもローマ帝国によって「神の御子」が処刑されたうえに、さらに、その死後復活したという教えを説いてまわったということになる。かれらに何故そのような複雑で何重にもわたる虚構を捏造する必要があったのか、大きな疑問がのこる。
その後の新約聖書学の提供する知見からイエスの実在を否定する論はほとんど支持されていない 。

### 復元されたイエス像

#### 「史的イエス」の生涯
キリスト教では異端とされるグノーシス主義研究者の荒井献は、『マタイ』、『マルコ』、『ルカ』の共観福音書の文献学的な比較検討により、イエスの生涯には少なくとも、
1. バプテスマのヨハネの弟子
2. ガリラヤにおける宣教
3. エルサレムにおける処刑

の3つの段階があったと推定できる、としている。

#### イエスの生年
一般に、イエスの生年は紀元前7年 - 紀元前4年頃とされている。紀元前7年とみなす説を採っているのがエテルベルト・シュタウファー（Ethelbert Stauffer）や弓削達であり、荒井献や八木誠一は紀元前4年説に立っている。
これは、『マタイによる福音書』2章の、イエスがヘロデ大王の治世（紀元前37年 - 紀元前4年）の末期に生まれたという記述、および『ルカによる福音書』から推定されているものであるが、キリスト教以外の史料には該当の既述がないため、断定は困難である。

#### イエスの生地と家系

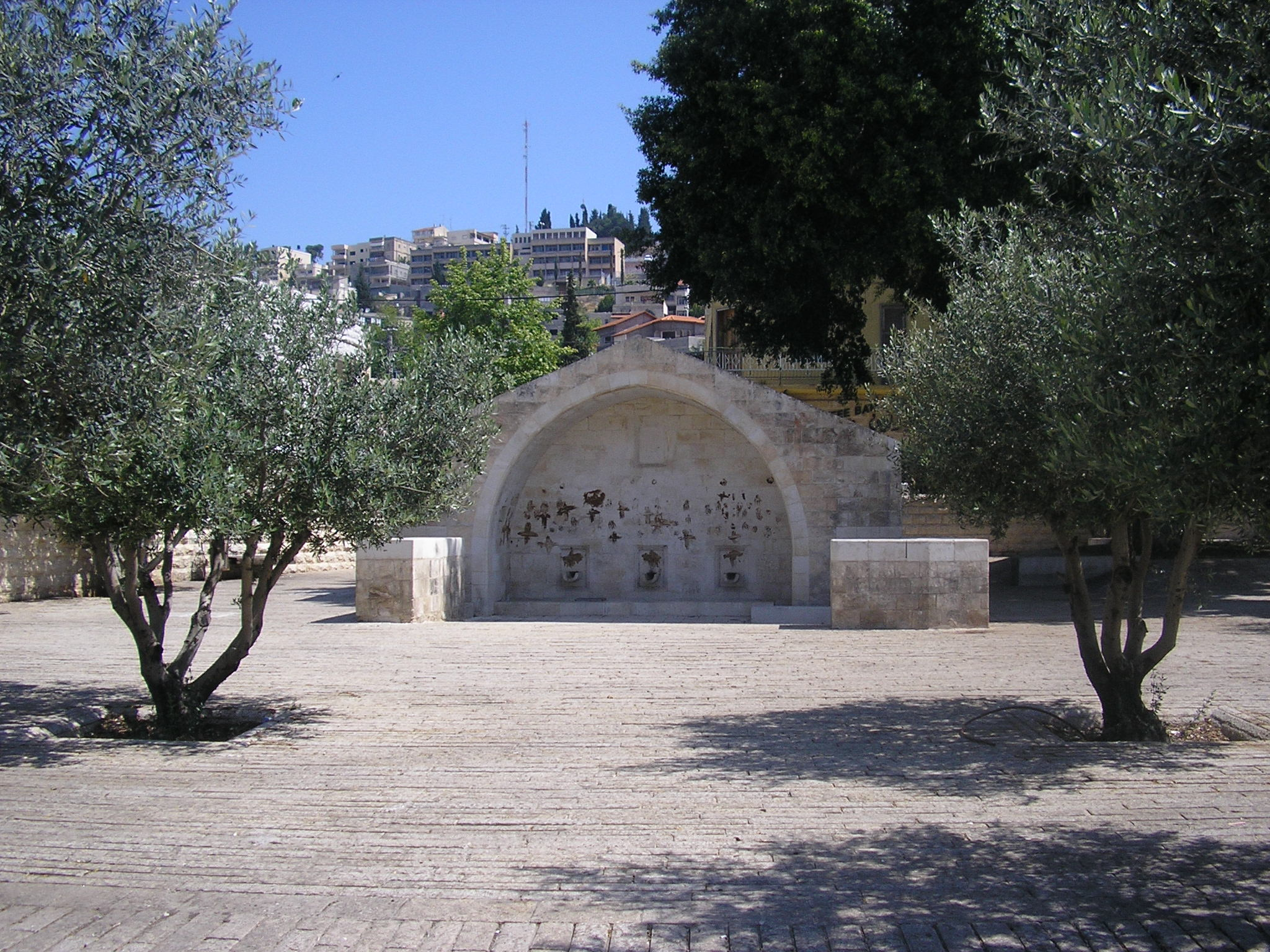
ガリラヤの町ナザレにある「マリアの井戸」

伝統的には、イエスはユダヤの町ベツレヘムにおいて処女マリアから生まれたと信じられている。これは、『マタイによる福音書』1-2章および『ルカによる福音書』2章に拠っている。しかし、荒井献は、最も先行する福音書と考えられる『マルコによる福音書』も、さらにそれに先だつ時期に大部分が執筆されたと考えられる『パウロ書簡』も、あるいは福音書中もっとも年代の新しい『ヨハネによる福音書』もベツレヘムにおける処女降誕に関する記載がない、と主張する。のみならず、荒井献は『ヨハネ福音書』においては、イエスはガリラヤの出身であると記されており、『マルコ福音書』『マタイ福音書』『ルカ福音書』のいずれにおいても、イエスがダヴィデ王の子孫であることは否定されている、と主張するが、実際には『マタイ福音書』1章6-17節、『マルコ福音書』10章 47-48節において、イエスがダヴィデ王の子孫である、とする記載があり、『ルカ福音書』1章 27節にもイエスの父、ヨセフがダヴィデ家の者である、とする記載がある。また母マリアもダビデの子孫である。
『ルカ福音書』によれば、ローマ帝国の初代皇帝アウグストゥス（紀元前27年-紀元後14年）が、全世界の戸籍・人口調査を命令したが、それはシリア総督がプブリウス・スルピシウス・キリニウスだったときのことで、人びとは登録のため自分の故郷へ戻ったとされる。マリアの夫ヨセフはダヴィデ王の流れを汲む家系だったので、マリアをともないガリラヤの町ナザレからダヴィデの町、ユダヤのベツレヘムへおもむいた。そのとき、マリアからイエスが生まれたとしている。にもかかわらず、荒井献によれば、『マルコ福音書』『マタイ福音書』のみならず『ルカ福音書』においても、イエスが「人の子」または「主」として超地上的な存在として信じられており、イエスが「キリスト」であるとしても、単なる地上の王であるダヴィデのような世俗的な王者ではないという主張が認められる、という。
すなわち、『マタイ福音書』や『ルカ福音書』においては、イエスの出生について、イエスが「ダヴィデの子」としてベツレヘムに生まれたという伝承と、その一方で超地上的存在として処女から降誕したという伝承が重なっているのであり、これはたがいに矛盾する。荒井は、もしもイエスが処女から生まれたとするなら、マリアだけではなく、イエスとも血統的には無関係なはずのヨセフの系図をダヴィデにまで遡行させる必要はない、と指摘している。八木は、イエスがダヴィデに連なり、ベツレヘムで生まれたという伝承は、メシア（キリスト）はダヴィデの家系から出て、ベツレヘムに生まれるという預言から逆につくられた伝承である可能性を指摘している。荒井は、イエスは誕生物語以外の場面では一貫して「ナザレ人」「ナザレ出身者」の術語が用いられており、これはすべての福音書において一致するとする。このようにみた場合、イエスの出身地はガリラヤのナザレとみるのが妥当である。
新井智は、イエスの数人の弟妹のうち実弟といわれるヤコブ（義人ヤコブ）は、キリスト教会の中心的指導者として実際に活動していると主張する。

#### イエスの十字架での死
福音書から、ローマ皇帝ティベリウス治下でユダヤ属州の総督だったポンティウス・ピラトゥスのもとで、十字架刑に処されたと考えられている。
イエスの死が十字架刑であることは、福音書に先行する『パウロの書簡』にも記されており、イエスの実在性とともに蓋然性が高いとされる。なお、十字架の刑は、当時のローマ法の規定によるものであった。
イエスの没年は、
1. ポンティウス・ピラトゥスの総督在任期間が26-36年であること、
2. 既述のとおりイエスの生年の下限が紀元前4年と考えられること、
3. イエスが30歳ごろに宣教を始めたというルカによる福音書の記述（3章23節）

などから判断して、おおよそ紀元後30年前後という想定は学界ではおおむね一致している。シュタウファー、弓削、土井正興は紀元後32年とみなしているが、紀元後31年説もあり、荒井は紀元後30年説を採る。八木は紀元後32年か紀元後31年としている。
また、日本の国立天文台の相馬充などによると、新約聖書におけるイエスの処刑直前に皆既日食や月食があったことを暗示する記述や処刑はニサン月14日または15日の金曜日に行われたという記述から、処刑の日は紀元後30年4月7日に該当するとしている。
いずれにしても、没年や福音書に記録されている祭典の回数などを信用すれば、イエスが宣教を行った期間は、3年ほどという短い期間だったことになる。

#### イエスとヨハネ
荒井献は、イエスの生涯において、ガリラヤでの宣教に先だつ時期にバプテスマのヨハネのグループで活動していたことを重視し、2人の行動上における相違点を整理して次の3点が際だった違いであると指摘している。
1. 荒井の主張によると、ヨハネのグループは、「悔い改め」[* 20]にふさわしい生活形態として世俗から隔絶した一種の禁欲生活共同体を形成し、ヨハネ自身はラクダの毛衣（けごろも）を着てイナゴと野蜜を食べて「荒野」での洗礼活動をおこなっていたが、イエスはむしろ世俗世界に入ってきわめて自由にふるまい、人びとには洗礼をさずけず、断食も勧めなかった。しかし、『ヨハネ福音書』には、「その後、イエスは弟子たちとユダヤ地方に行って、そこに一緒に滞在し、洗礼を授けておられた」とする記載がある[75]。また、『マタイ福音書』には、イエスが祈りと共に断食の必要性を認めたり、それをする時は人に見せびらかさずに慎ましくするよう説く記載はある[76]。当時の人たち[77]はそういったイエスのことを「〈大飯くらいで大酒飲み、取税人や罪人の仲間だ〉[78]と非難」[22]したほどだった、と荒井は指摘する。また、イエスは結婚を否定しなかった[79]。八木誠一は、イエスは決して禁欲主義ではなかった[80]、と主張する。
2. ヨハネが「神の国」の接近にもとづいて人びとに「悔い改め」を迫ったのに対し、イエスは「神の国」がすでに実現されつつつあると人びとに告知し、人びとがみずから、あえて社会的・民族的・経済的、場合によっては倫理的にさえも「弱き者」の位置に立とうとするときに立ち現れるものとして「神の国」を説いた[要出典]。
3. イエスにのみ多くの奇跡的な逸話が伝承されている。これについて荒井は、イエスには実際に病気を治癒する能力があったのかもしれないと指摘している[16]。ただしそれが、当時の「奇跡物語」という文学形式のなかで高められ、「キリスト（メシア）」あるいは「神の御子」と見なされるべき超人的な力として「宣教のキリスト」に利用されたことも確かな事実である、としている[16]。

八木と荒井の両名は、イエス当時のユダヤの支配者とりわけ政治的・宗教的なエリートであったサドカイ派やファリサイ派の人びとは、かれらの生活の価値基準を、かれらが神より授けられたと信ずる律法（「伝達のことば」）に置いていたのであり、かれらによれば、人が神の意志を知ることができるのは律法によってのみであって、したがって、律法を守って倫理的に清く正しい生活をしてきた人びとこそが、終末の際、その功績によって「神の国」に入れられ、律法を守らない者は「神の国」から閉め出されると堅く信じていた 、とする。荒井によると、しかし、ヨハネは、過去において律法を守って倫理的な生活を送ってきたことを誇り、それを基準として律法を守らない人びと、あるいは、貧困などによって守りたくても守ることのできない人びとを差別し、穢らわしいものとして蔑む心のありようそのものを「罪」と考えたのであり、過去の基準にではなく将来の基準にこそ転換すべきことを主張した。そして、「神の国」が近づいたことを基準にするのであれば、律法を守りえる者も守りえない者も、よもや同一の地平に立たざるをえないことを訴えた、とする。これによりヨハネは、従来の価値基準を転換する「回心」としての「悔い改め」を説き、「荒野での洗礼活動」をはじめたのであった。
荒井は「神の国」の真の到来は、律法を遵守して生活してきたという過去を誇る者がむしろ神による審判の対象となり、律法を守ろうとしても守りえない者がかえって神による救いの対象となりうるという逆説を生じせしめるのであり、ヨハネはそこにこそ「悔い改め」が求められ、また、それにふさわしい倫理的・禁欲的な生活上の実践が求められているとする。こうしたヨハネの思想に共鳴し、かれの洗礼活動に参加した人びとのなかにイエスやペトロがいた。そしてイエスは、「悔い改め」の思想をいっそう徹底することによってヨハネの禁欲主義的傾向から脱却していく。ヨハネ思想の批判的継承者となったイエスは、こうしてヨハネの教団を離れ、ガリラヤへの宣教へおもむいた。
「貧しき者は幸いである」、「取税人や遊女は汝らよりも先に神の国に入る」などの福音（イエスのことば）に示されるように、イエスは、人間がみずからの民族的・社会的・経済的・倫理的な有能感に立ち、自己を中心に他者の価値を審断しようという心持ちを批判し、人がそうした態度を捨てて、神への信仰によってむしろ自己を相対化し、自身をあえて弱者の側に立つと決意するならば、そこに「神の国」は実現されつつある、と荒井は唱えた。
そして、荒井によると、イエスは当時政治的・宗教的指導者によって「罪人」ないしは「アム・ハ・アレツ」（「地の民」）として蔑まれ、不浄視され、法によって交わることを禁じられていた身体障害者や病人、とりわけ重い皮膚病患者や精神病患者と法を犯しても親交をむすび、みずからこうした弱者、被差別者たちの一員となることによって傷害や病気を癒そうとした、とする。イエスの生涯に多くの奇跡物語の伝承がともなっているのは、まさに、このためであろう、と荒井は考えるのである。

#### 革命家イエス
革命家としてのイエスは様々な解釈が存在する。
アメリカ合衆国の歴史家で雑誌編集者でもあったジョエル・カーマイケル（Joel Carmichael）は、1963年に発表した"The Death of Jesus " （邦題『キリストはなぜ殺されたのか』。西義之訳、読売新聞社刊。1972年） において、イエスはみずから「ユダヤ人の王」としてローマの支配体制に抵抗し、最終的には武力革命の興起を試みた結果、当時のアンチローマ・ラディカリストである「ゼーロータイ」（熱心党）の1人として、ローマ帝国の派遣したユダヤ総督によって磔刑に処せられた、という解釈を施している。
このように、イエスを政治的文脈でとらえようとする著作は、歴史家のイエス研究のなかから現れて来る。
イギリスの宗教史研究者S. G. F.ブランドン（S. G. F. Brandon）は1967年に"Jesus and the Zealots , A study of the political Factor in Premitive Christianity "（邦題『イエスとゼーロータイ — 原始キリスト教における政治的要素に関する研究』）を著し、同じころ、日本の西洋史学者土井正興は『イエス・キリスト — その歴史的追究』（三一書房、1966年）を著している。土井のイエス像は、当時、不浄なものとして差別され、虐げられていた「アム・ハ・アレツ」（「地の民」）と共に立ち、かれらを宗教的に救済しようとするいっぽうで、ゼーロータイ的な政治革命への志向性をも有し、その両者を統合しようとするが、有効な革命理論の定立と行動の組織化に破綻を来したため、イエスはみずからの運動に挫折した、というものである。
歴史家によるイエス研究については、上述した聖書学者たちによる史料批判の成果が一顧だにされない傾向について批判があり、とくに解釈における革命家的側面の強調については、ひろくみて「1960年代現象」のひとつではなかったかとの見解もある。これら「革命家イエス」に対する、聖書学者による、より強固な反論としては、1970年のオスカル・クルマン（Oscar Cullmann）の"Jesus und die Revolutionären seiner Zeit " （邦題『イエスと当時の革命家たち』。川村輝典訳、日本基督教団出版局刊。1972年）がある。クルマンによれば、イエスは「ゼーロータイ」と称された当時の革命家たちよりもむしろ革命的であった、何となれば、イエスは「神の国」建設とその手段としての政治的行動計画さえ拒否して人びとの心の革命（「悔い改め」）をこそ問題にしたからなのであった。一方、荒井献は、イエスを政治的革命家に仕立て上げることも、政治とは関わりのない宗教的次元に押し込むことも不適当であるとし、政治と宗教が不可分であった背景において、イエスが社会的に差別の対象とされていた民衆と共に立ったことが、既にそれだけで宗教的＝政治的であったと指摘している。またエルサレム神殿は当時においてユダヤの政治・経済的拠点であり、神殿から両替商を追い出した、あるいは、神殿を打ち壊すと言ったとすれば、それらは決定的な政治批判になるとしている。

## 現代の主要な研究

### ルドルフ・カール・ブルトマン
ドイツのブルトマンは多くの点でカール・バルトとは対立する新約聖書学者であるが、弁証法神学運動の初期においては、バルトの陣営に立っていた。やがて、バルトとは異なり、新約聖書の徹底したクリティカルな研究に進み、1921年の『共観福音書伝承史』では、『マタイ』、『マルコ』、『ルカ』の3福音書が複数の多様な伝承資料から成るものとして分析し、当時すでに旧約聖書学において用いられていた様式史批判の手法を用いて、各資料で伝えられてきた「生活の座」がイエスの死後発展した原始キリスト教の信仰と祭儀にあることを明らかにした。これによって、福音書は歴史報告ではないことを明証するとともに、現在残されている福音書から「史的イエス」そのものの実際の姿を再現することは歴史学的には困難であり、新約聖書の本来の性格はむしろイエスをキリストとして伝えるケリュグマ（宣教）にあるという結論を導き、当時、歴史主義に大きく依拠していた自由主義神学を批判した。
第二次世界大戦後は、『新約聖書』にあらわれた思考そのものが、全体として神話論的性格を濃厚に有するものであるとして、その「非神話化」を提唱した。ただし、「非神話化」とは神話的部分を削除しようということではなく、全体として神話論的につらぬかれた聖書の告知が内包するところの「実存理解」を学的に解明しようということであり、この点においては、ドイツの実存主義哲学者マルティン・ハイデッガーの影響を受けている。

### フックス、ブラウン、ロビンソン
ドイツのエルンスト・フックス（Ernst Fuchs）は"Zur Frage nach dem historischen Jesus"（邦題「史的イエスの問題によせて」,"Gesammelt Aufsätze Ⅱ"所収、1960年）は「宣教のキリスト」と「史的イエス」の対応関係を、両者の実存的な「振舞」のなかに確かめようとしている。
また、ドイツの神学者ヘルベルト・ブラウン（Herbert Braun）やアメリカ合衆国の神学者ジェームズ・M. ロビンソン（James M. Robinson）も、やはり、「宣教のキリスト」と「史的イエス」とを、両者の「実存理解」においてとらえようとする （H. ブラウン"Jesus, Der Mann ans Nazareth und seine Zeit.（邦題『イエス — ナザレの人とその時代』、1969年）、および、J. M. ロビンソン"Historisher Jesus und kerygmatischer Christus"（邦題『歴史のイエスと宣教のキリスト』、1960年）。
これらの見解は、いずれもかつてブルトマンが新約聖書の解釈方法としてハイデッガーより援用した実存論的解釈を「史的イエス」にまで拡大して得られた理解をもとにしていると考えられる。

### エルンスト・ケーゼマン
ドイツのエルンスト・ケーゼマンは、福音記者たちは、十字架刑で極限に達した「イエスの生」を描くことで、イエスの歴史性を確保しようとした（ただし、ヨハネをのぞく）のに対し、他の戦線にあったパウロは、霊的熱狂主義者との書簡の交換において、熱狂主義者の掲げる「栄光のキリスト」に対峙するため、「十字架のキリスト」としての「宣教のキリスト」を打ち出したものであると主張した。ケーゼマンの問題意識にしたがうなら、原始キリスト教団の人びとにおける「宣教のキリスト」は、かれらがイエスの生と死の「事実性」のなかに救いの意味を感得した限りにおいて、それと「史的イエス」とは時間的に接続し、本質的に双方はたがいに対応関係にあることとなる。

### 八木誠一
ケーゼマンに学んだ八木誠一は、「神の国」にじかに接して生きたイエスその人の実存理解は、「キリスト」に遭遇して生きた原始キリスト教団の人びとのうちに彼らの「復活信仰」を通じて間接的に伝えられたと説く。この点では、八木はケーゼマンよりむしろ実存主義の影響を受けたヘルベルト・ブラウンやJ. M. ロビンソンの立場に近いといえる。ただし八木は、人間実存の根底となる部分について、ケーゼマンの指摘した「事実性」に信仰の内実を委ねることは、むしろ歴史の一部を過度に絶対化する懸念がもたれるとして、そこにみられる歴史主義への傾きを批判している。八木によれば、人間実存の根底は、人間に対して歴史を越えながら人間実存をそのうちに生起せしめる「統合への規定」としてはたらくのであって、これは本来、党派的ないし宗派的なものではなくて普遍的なものである。したがって、キリスト者のみならず、たとえば仏教者もまた知っていたはずであるとして、宗教の本質をそこにみようとする。八木は、イエスという人物を「統合への規定」「人間の根源的な規定の存在と働き」に即して生きたひとりの人間の例としてとらえるのである 。

### ブルトマン学派に批判的な諸学者
ドイツ以外のヨーロッパ大陸諸国や英語圏の新約聖書学者たちは、ブルトマン学派の学績やそのイエスの位置づけに対し、福音書の伝承批判の部分をのぞけば、否定的見解を示す場合が多い。ただし、アメリカのJ. M. ロビンソン（先述）とフランスのエティエンヌ・トロクメ（Étienne Trocmé）は例外である。
ドイツにおいても、イェルク・イェレミアス（Jörg Jeremias）は、"Die Gleichnisse Jesu"（邦題『イエスの譬え』、1966年）において、福音書のなかのイエスのことば、とくに「たとえ話」の伝承批判によって、イエスの「語られたままのことば」を抽出し、これをむしろ基準として福音記者のイエス像・イエス理解に批判を加えている。
エテルベルト・シュタウファー（Ethelbert Stauffer）は、イェレミアスとほぼ同様の手法によって取り出された「真のイエスのことば」のみならず、当時のユダヤ文献との照合によってイエスの業（処女降誕・奇跡行為・復活）にその歴史的信憑性を認め、これらイエスの業を『ヨハネによる福音書』における人物伝的枠組のなかにおさめてイエスの原像を復元し、さらにこれを「すべてのものの基準」に設定して、福音記者だけではなくパウロの「宣教のキリスト」に対しても批判を加えている。

### 荒井献
シュタウファーに師事した日本における新グノーシス主義研究者である荒井献は、イエス自身が決して「最下層の庶民」に属していないと主張しながら、彼の思想と行動は、徹頭徹尾この「庶民」との連帯をめざすものであったとし、イエスを革命家と把握しようとする歴史家たち、および、それに対してイエスをもっぱら精神の変革者と把握する聖書学者たちは、いずれも政治と宗教とを互いに異なった領域として分離する近代的思考の枠組みから自由ではないと批判して、「庶民」に視座を設定することによって「史的イエス」の実像に接近しようとした、としている。すなわち荒井は（彼自身は歴史学者ではないが）、史料批判によってイエス伝承の古層にせまり、その伝承の担い手であったことが確実な庶民層に視点を置くことで、イエスの振る舞いを西洋古代史の歴史的文脈のなかでとらえ、位置づけようと試みた、と主張する。その結果、イエス受難伝承の最古層においては、のちに、イエスを「神の子」としてとらえる機縁となった「復活信仰」は未だ明瞭なかたちでは立ち現れていなかったと論述した。

### 田川建三
ブルトマンに批判的なフランスの聖書学界のなかでは最もブルトマンに近いエティエンヌ・トロクメに師事した田川建三は、日本に帰国後、牧師にして日本共産党へ入党宣言をした赤岩栄と出会い、大学闘争を経験し、「造反教員」として国際基督教大学から追放されている。その後、彼は「神を信じないクリスチャン」を自称するようになり、このような特異な経験と彼独自の新約聖書学、およびそのマルクス研究によって、既存のキリスト教なかんずくパウロの思想のなかに「現実と観念の逆転」を指摘し、キリスト信仰そのものの止揚をうったえた。田川は、イエスの生きた時代史と神観、律法観、終末観等の各論とのあいだに相互関係をほとんど示さない神学を批判して、イエスの言葉の神学的ないし実存論的な解釈では、イエスを正しく歴史のなかに位置づけることはできないと説き、また、ペトロを中心にエルサレムの地に形成されつつつあった原始キリスト教団の主流に対し、辺境ガリラヤに生きる民衆の立場から批判を加える作業として「福音書」を編んだとしてマルコを高く評価し、イエスの言葉伝承を、奇跡物語伝承を仲立ちとしてイエスを古代の歴史的文脈のなかへ取り戻すことによって、「逆説的反抗者」として生きたイエスという男の「生と死の再現」を試みたのである。

## 諸宗教におけるイエス

### ユダヤ教におけるイエス
ユダヤ教では、イエスをメシア（キリスト）と認めない。また預言者とも認めない。
ただし、少数派のメシアニック・ジュダイズムのユダヤ教徒はイエスをメシアとして受け入れている。

### イスラム教におけるイエス
イスラム教では、イエスをイーサーと呼ぶ。イーサーは、イスラム教の開祖ムハンマドと並び、ヌーフ（ノア）、イブラーヒーム（アブラハム）、ムーサー（モーセ）と呼ぶ預言者たちと共に、五大預言者（ナビー）のうちの一人とされて重んじられている。しかし神アッラーは「子を産みもしなければ産まれもしない」ので、イーサーが神であることも神の子であることをも否定する。イエスの十字架刑については、磔（はりつけ）にされたのは別人でイーサーは預言者として生涯を全うしたとする。また、イーサーは「十字架を打ち壊す」だろうとして、先行するキリスト教の信仰を否定する。

### グノーシス主義におけるイエス
グノーシス主義では、仮現説（ドケティズム）の立場でイエスの存在を理解する。すなわち、人間イエスは仮の姿であり、その生涯、十字架刑も仮象（仮の姿）でしかなく、その本質は神であり、人としての地上での生涯の間もその神としての本質は変わることがないと考える。ただし、イエスの受肉に関する理解はグノーシスの各派によって異なる。

#### マニ教におけるイエス
マニが啓示を受けて始めたマニ教は、キリスト教グノーシス派やゾロアスター教、仏教の要素を取り入れていて、イエスはザラスシュトラ、仏陀にならぶ預言者として高い尊敬を受けている 。

### シク教におけるイエス
イスラームとヒンドゥー教の影響の下に成立したシク教においては、イエスは預言者とされている。また、イスラーム教シーア派から派生したバハイ教においても、世界の偉大な宗教を開いた預言者の一人として高い尊敬を受けている。

### 神智学におけるイエス
神智学の体系では、マハートマーの1人であり、かつてはテュアナのアポロニウスとして転生したとされる。